# Amy Shark
Pour les articles homonymes, voir Shark.
Amy Billings, dite Amy Shark, est une auteure-compositrice-interprète et guitariste indie pop australienne, née le 14 mai 1986, originaire de Gold Coast, dans le Queensland.
Son single Adore (en), sorti en 2016, a culminé à la troisième place du ARIA Singles Chart et figure également en numéro 2 du Triple J Hottest 100, 2016 (en). Son album Love Monster (en), sorti en juillet 2018, a fait ses débuts en tête du palmarès des albums ARIA. Shark a remporté six ARIA Music Awards parmi ses 19 nominations, notamment en remportant deux fois le Best Pop Release (en) : en 2017 pour son extended play Night Thinker (en) et en 2018 pour Love Monster. 
Elle a épousé Shane Billings, un directeur financier, en 2013.

## Chansons
- Psycho (2018) avec Mark Hoppus
- Elle apparaît dans The Reaper de l'album  World War Joy de The Chainsmokers (2019).
- Elle participe à une série des concerts Together at Home[1].

## Albums
- Love Monster (2018)
- Cry Forever (2021)